# Rhadinodontoplisus luteigeminus
Rhadinodontoplisus luteigeminus är en stekelart som beskrevs av Heinrich 1938. Rhadinodontoplisus luteigeminus ingår i släktet Rhadinodontoplisus och familjen brokparasitsteklar. Inga underarter finns listade i Catalogue of Life.